# Триервейлер, Валери
Валери́ Триервейле́р (фр. Valérie Trierweiler), урождённая Валери Массонно (фр. Valérie Massonneau; род. 16 февраля 1965) — французская телеведущая и журналист. Первая леди Франции, фактическая жена президента Франции Франсуа Олланда с 2007 года по январь 2014 года.

## Биография

### Ранние годы
Валери Массонно родилась в Анже. Она была пятым из шести детей в семье. Её отец Жан-Ноэль Массонно в 13 лет во время Второй мировой войны подорвался на мине и потерял ногу и умер в возрасте 53 лет. Её дед и прадед владели банком Massonneau & Co., который в 1950 году продали французскому банку Crédit de l’Ouest. Мать Валери работала в Анже на катке до смерти своего мужа. Валери Триервейлер изучала историю и политологию, а в 1988 году получила степень магистра политологии в Сорбонне.

### Журналистская карьера
В 2005 году Валери вела политическое ток-шоу на телеканале Direct 8, а до 2007 года — еженедельное ток-шоу Le Grand 8.
В 2012 году после избрания её мужа президентом, Валери Триервейлер заявила, что будет продолжать контракт с журналом Paris Match.

### Личная жизнь
Первый брак Валери с другом детства Франком закончился разводом. Детей у супругов не было.
Во втором браке с заместителем главного редактора журнала Paris Match родила троих детей. Их бракоразводный процесс длился на протяжении трёх лет (2007—2010 годы).
С Франсуа Олландом Валери познакомилась во время парламентских выборов 1988 года, когда тот был в гражданских отношениях с Сеголен Руаяль. Свои отношения они начали в 2005 году, когда Валери была ещё замужней женщиной, о чём они рассказали в октябре 2010 года после публичного объявления о разводе Олланда.
10 января 2014 года, после скандальной публикации в журнале «Closer» об имевшем место романе Франсуа Олланда с актрисой Жюли Гайе Валери Триервейлер была госпитализирована в одну из парижских больниц.
25 января 2014 года президент Франции Франсуа Олланд объявил о разрыве своих отношений с Валери Триервейлер.